# Fritz Nestle
Fritz Nestle (* 10. März 1930 in Ulm; † 30. Dezember 2015 ebenda) war ein deutscher Mathematikdidaktiker und Bildungsforscher.

## Leben
Fritz Nestle war der jüngste Sohn des Theologen Erwin Nestle, Enkel des Theologen und Orientalisten Eberhard Nestle und Großneffe des Klassischen Philologen Wilhelm Nestle. Von 1949 bis 1953 studierte er an der Eberhard-Karls-Universität in Tübingen die Fächer Mathematik und Physik und legte im Jahr 1954 sein Staatsexamen ab. Zwischen 1956 und 1971 war Nestle als Lehrer für Mathematik und Physik an verschiedenen deutschen Gymnasien tätig, unter anderem am Humboldt-Gymnasium in Ulm und in São Leopoldo (Brasilien). In diesem Zeitraum war er auch Fachreferent für Mathematik und Physik am Institut für Film und Bild in Wissenschaft und Unterricht (FWU) in Grünwald bei München tätig.
Von 1971 bis zu seiner Emeritierung im Jahr 1992 war er Professor für Mathematik und ihre Didaktik am Institut für Mathematik und Informatik der Pädagogischen Hochschule in Ludwigsburg. Er war erster Leiter des didaktischen Zentrums der PH Ludwigsburg und Autor und Mitherausgeber von Schulbüchern für Mathematik sowie von Fachbüchern zu Informatik- und Fachdidaktikthemen.
Nestle setzte sich für die Schaffung von überprüfbaren Bildungsstandards ein, die über öffentlich zugängliche und durch eine Community legitimierte Aufgabenpools definiert sind; so sollte ein von einzelnen Lehrern und Schulorganisationen unabhängiger Nachweis von fachlichen Kompetenzen ermöglicht werden.
Von 2002 bis 2013 war Fritz Nestle Betreiber des mittlerweile aufgelösten Webservers www.bildungsstandards.de.
Nach seinem Rückzug aus dem Berufsleben engagierte sich Fritz Nestle in seiner Heimatstadt Ulm ehrenamtlich in der Seniorenarbeit und auf vielfältige Weise für das Ulmer Münster. Insbesondere war er dort viele Jahre als Fremdenführer tätig.

## Persönliches
Fritz Nestle war verheiratet und Vater eines Sohns. Er verstarb Ende Dezember 2015 nach langer Krankheit im Alter von 85 Jahren in Ulm.

## Schriften
- Alternativen im Mathematikunterricht: Ziele, Medien, Methoden. Lexika-Verlag, Ismaning 1986. ISBN 978-3-89293-055-6
- Fritz Nestle und Eckhard Schäfer: Geistig fit. Bausteine für mentales Training. Thun, Frankfurt am Main 1992, ISBN 978-3-8171-1127-5
- Bernhard Andelfinger und Fritz Nestle (Hrsg.): Reihe Mathematik für weiterführende Schulen. Freiburg i. Br. (darin verschiedene Bände als Bearbeiter)